# Roger A. Pielke
Roger A. Pielke Sr. (né le 22 octobre 1946) est un météorologue américain qui travaille sur la variabilité et le changement climatique, la vulnérabilité environnementale, la modélisation numérique, la dynamique atmosphérique, les interactions terre / océan – atmosphère et la modélisation des grands tourbillons de turbulence / couches limites turbulentes. Il se concentre particulièrement sur les processus météorologiques et climatiques à moyenne échelle, mais étudie également ces processus à l'échelle mondiale, régionale et microscopique. Il fait partir des chercheurs "hautement cités" par l'ISI.

## Parcours
Il obtient un baccalauréat en mathématiques au Towson State College en 1968, puis une maîtrise et un doctorat en météorologie à la Pennsylvania State University (PSU) en 1969 et 1973, respectivement.
Il devient président et membre du comité de prévision et d'analyse météorologiques de l'American Mogenic Society, rédacteur en chef du Monthly Weather Review, et membre de l'American Meteorological Society (AMS) en 1982, membre de l'American Geophysical Union (AGU) en 2004, rédacteur en chef du US National Science Report auprès de l'Union internationale de géodésie et de géophysique, co-rédacteur en chef du Journal of the Atmospheric Sciences et rédacteur en chef des Scientific Online Letters on the Atmosphere.

## Sur le dérèglement climatique
Bien qu'il ait déclaré, avant 2007, que le dioxyde de carbone n'est pas la cause prédominante du réchauffement climatique, il précise, en 2007, qu'il n'était pas un « scientifique sceptique » à l'égard du changement climatique, :
Comme je l'ai résumé sur le blog Climate Science, les activités humaines modifient considérablement le contenu thermique du système climatique, même si, selon les connaissances les plus récentes, l'effet radiatif du CO2 n'a contribué, au maximum, qu'à environ 28 % à l'énergie humaine qui provoque le réchauffement observé jusqu'au présent. Les 72 % restants sont toujours le résultat des activités humaines !
Dans le même temps, il critique le GIEC pour ses conclusions concernant le CO2 et le réchauffement climatique et l'accuse de choisir sélectivement les données pour étayer une vision sélective de la science.
En 2010, Pielke répond à une question posée par Andrew Revkin « La majeure partie du réchauffement observé au cours des 50 dernières années est-elle susceptible d'être due à l'augmentation des concentrations de gaz à effet de serre ? », Pielke a déclaré que « la réponse de 2010... reste NON », mais que « les gaz à effet de serre ajoutés par l'activité humaine ont clairement un rôle dans l'augmentation du contenu thermique du système climatique par rapport à ce qu'il serait autrement », et qu'« il existe d'autres forçages climatiques humains tout aussi importants, voire plus importants ».